# Orimarga melampodia
Orimarga melampodia är en tvåvingeart som beskrevs av Alexander 1940. Orimarga melampodia ingår i släktet Orimarga och familjen småharkrankar.
Artens utbredningsområde är Panama. Inga underarter finns listade i Catalogue of Life.